# 定义域

图例中展示函数f, 从红色定义域X中出发到蓝色值域Y，Y中的黄色椭圆称之为f的像，函数的像和解集有时候被称之为f的值域

定义域（英語：Domain），是函数自变量所有可取值的集合。给定函数{\displaystyle f:A\rightarrow B}，其中{\displaystyle A}被称为是{\displaystyle f}的定义域，记作{\displaystyle D_{f}}。{\displaystyle f}映射到陪域中的所有值的集合称为{\displaystyle f}的值域，记作{\displaystyle f(A)}或{\displaystyle R_{f}}。
例如，函数{\displaystyle f(x)=1/x}在{\displaystyle x=0}时没有定义。它的定义域可以是{\displaystyle \mathbb {R} \setminus \{0\}}。在此情形下，若补充定义{\displaystyle f(0)=0}，则{\displaystyle f}的定义域就可以是全体实数{\displaystyle \mathbb {R} }。
任何函数都可以被限制到其定义域的子集上。限制函数{\displaystyle g:A\rightarrow B}到{\displaystyle S}上，其中{\displaystyle S\subseteq A}，可以记作{\displaystyle g|_{S}:S\rightarrow B}。

## 分类
- 自然定义域：函数表达式在实数域中有意义的所有自变量的集合。
- 实际定义域：问题的实际背景所要求的取值范围。